# اورتا-یلگا
اورتا-یلگا (به لاتین: Urta-Yelga) یک منطقهٔ مسکونی در روسیه است که در باشقیرستان واقع شده‌است.